# Parom
Parom är en rysk rymdfarkost på 6,8 ton som än så länge bara finns på ritbordet. Om Parom blir verklighet kommer den att användas för att bogsera andra rymdfarkoster mellan olika banor runt jorden. Till exempel behöver man då inte skicka upp en farkost eller last till den slutliga banan direkt, vilket i slutänden leder till att en raket som kan skicka upp till exempel 7 ton till ISS kan skicka upp nära på det dubbla till ISS.
Hela konstruktionen kommer att vara dimensionerad för att klara laster på upp till 30 ton.